# Edward Montagu (1er baron Montagu de Boughton)
Pour les articles homonymes, voir Edward Montagu.
Edward Montagu, 1er baron Montagu de Boughton (alias Sir Edward Montague de Boughton Castle) (v. 1562 - 15 juin 1644) est un homme politique anglais.

## Biographie
Il est le fils d'Edward Montagu de Boughton (en) et de son épouse Elizabeth Harrington, fille de James Harington d'Exton, Rutland. Il s'inscrit à Christ Church, Oxford vers 1574 et obtient son baccalauréat le 14 mars 1579. Il est étudiant du Middle Temple en 1580. Il succède à son père en 1602.
En 1584, il est élu député de Bere Alston, en 1597 de Tavistock et en 1601 de Brackley. Il est créé chevalier du Bain par Jacques Ier lors de son couronnement le 25 juillet 1603. Il est nommé haut shérif du Northamptonshire pour 1595–96.
En 1604, il est élu député du Northamptonshire. Le 9 février 1605, avec d'autres lords du Northamptonshire, il présente une pétition au roi en faveur des ministres du comté qui refusent la souscription. Les pétitionnaires ont été avertis que leur combinaison "dans une cause contre laquelle le roi avait manifesté son aversion… n'était guère moins qu'une trahison". Montagu est alors privé de sa lieutenance et de son poste de juge de paix dans le comté. Il est l'un des principaux fondateurs de ce qui est connu aujourd'hui sous le nom de Guy Fawkes Night grâce à son parrainage, au Parlement, de la loi du 5 novembre 1605. Il est réélu député du Northamptonshire en 1614 pour le Parlement stérile et en 1621. Il est créé baron Montagu de Boughton le 29 juin 1621.
Il soutient le roi Charles Ier dans la guerre civile, ce qui conduit à son arrestation en août 1642. Il est emprisonné pendant un certain temps dans la Tour de Londres, puis est transféré à l'Hôtel de Savoie en raison de sa mauvaise santé, et est mort prisonnier en 1644. Il est enterré à Weekley.
Il se marie trois fois, avec : 
1. Elizabeth, la fille et héritière de John Jeffrey de Chiddingly, Sussex, avec qui il a une fille Elizabeth, qui épouse Robert Bertie (1er comte de Lindsey).
2. Frances, la fille de Thomas Cotton de Conington, Huntingdonshire, avec qui il a trois fils, dont Edward Montagu (2e baron Montagu de Boughton), et une autre fille, Frances, qui épouse John Manners (8e comte de Rutland).
3. Anne, la fille de John Crouch de Corneybury, Hertfordshire, et la veuve de Robert Wynchell, Richard Chamberlain et Ralph Hare de Stow Bardolph, Norfolk[2].